# Old Habits Die Hard
Old Habits Die Hard ist der Titel des am 20. Mai 2016 veröffentlichten zweiten und bisher letzten Albums der kanadischen Band No Sinner.

## Hintergrund
No Sinner hatte im Januar 2014 das Debütalbum Boo Hoo Hoo veröffentlicht und positive Reaktionen erfahren; das britische Magazin Blues & Soul wählte es zum Album des Monats Januar 2014. Sängerin Colleen Renisson wurde nach der Veröffentlichung mit Amy Winehouse, Etta James und Janis Joplin verglichen. Im Sommer 2014 tourte die Gruppe im Vorprogramm von Dan Reed Network durch deutsche Clubs.
Da Boo Hoo Hoo für die Veröffentlichung in Europa die erweiterte Version einer in Kanada bereits 2012 veröffentlichten EP gewesen war, hatte das Songwriting für Old Habits Die Hard bereits 2013 begonnen. Zu den Songs, die in dieser frühen Phase entstanden, gehörten Leadfoot und Mandy Lyn, während Songs wie Fading Away und When the Bell Rings erst später entstanden waren. Während dieser drei Jahre zerfiel die Band jedoch: Gitarrist Eric Campbell und Schlagzeuger Ian Brown verließen die Gruppe. Während Brown seine Arbeit an dem Album zu Ende brachte, wurde Campbell bereits während der Aufnahmen durch Adam Sabla ersetzt.
Das Album erschien am 20. Mai 2016 auf Compact Disc, die ebenfalls erhältliche Schallplattenausgabe wurde vom Label auf weltweit 1000 Stück limitiert. Außerdem wurde das Album über Online-Musikdienste angeboten; die für iTunes gemasterte Version enthielt drei zusätzliche Titel.

## Rezeption
Vincent Abbate schrieb in Rocks, das Warten auf das neue Album habe sich gelohnt. Die Band habe ihre Stilpalette erweitert, lege sich „voll ins Zeug“ und übertrumpfe so „das beeindruckende Debüt Boo Hoo Hoo bei weitem“. Die Bandbreite dieses außergewöhnlichen Albums verdeutlichten beispielsweise die Lieder Saturday Night und Hollow: In einem Moment gebe Sängerin Rennison „bei einer glühendheißen Partynummer im Stil der Runaways hinreißend die Rockröhre,“ im nächsten wecke sie „mit ihrer dunklen, rauchigen Klangfarbe Erinnerungen an die Blueslegende Etta James“. Das musikalische Fundament sei „felsenfest“ und mache „bei Abstechern in Richtung Blues, Hard Rock und Psychedelic einen stimmigen Eindruck.“ Das Album sei „sündhaft gut und ein heißer Tipp für all diejenigen, denen die Blues Pills bei aller Qualität zu jung und zu gestelzt“ daherkämen.
In Eclipsed kam Michael Lorant zu dem Ergebnis, Old Habits Die Hard sei „jede Sünde wert.“ Es handele sich um ein „klassisches Album mit zwölf Songs, das die gesamte Stil-Palette vom Blues bis zum souligen Rock und Hard Rock“ abdecke.

## Titelliste
| Nr.          | Titel                | Länge |
| ------------ | -------------------- | ----- |
| 1.           | All Woman            | 3:01  |
| 2.           | Leadfoot             | 4:07  |
| 3.           | Tryin                | 4:07  |
| 4.           | Saturday Night       | 2:43  |
| 5.           | Hollow               | 4:28  |
| 6.           | Get It Up            | 3:28  |
| 7.           | Friend of Mine       | 4:44  |
| 8.           | Fading Away          | 3:42  |
| 9.           | When the Bell Rings  | 4:05  |
| 10.          | Lines on the Highway | 4:25  |
| 11.          | One More Time        | 6:01  |
| 12.          | Mandy Lyn            | 5:42  |
| Gesamtlänge: | Gesamtlänge:         | 50:21 |

| Nr.          | Titel                          | Länge |
| ------------ | ------------------------------ | ----- |
| 1.           | All Woman                      | 3:01  |
| 2.           | Leadfoot                       | 4:07  |
| 3.           | Tryin                          | 4:07  |
| 4.           | Saturday Night                 | 2:43  |
| 5.           | Hollow                         | 4:28  |
| 6.           | Get It Up                      | 3:28  |
| 7.           | Friend of Mine                 | 4:44  |
| 8.           | Fading Away                    | 3:42  |
| 9.           | When the Bell Rings            | 4:05  |
| 10.          | Lines on the Highway           | 4:25  |
| 11.          | One More Time                  | 6:01  |
| 12.          | Mandy Lyn                      | 5:42  |
| 13.          | Wait (Bonustrack)              | 3:25  |
| 14.          | I Know It’s a Sin (Bonustrack) | 3:06  |
| 15.          | Slippin (Bonustrack)           | 4:20  |
| Gesamtlänge: | Gesamtlänge:                   | 61:00 |